# Estadio Arsenio Erico
El Estadio Arsenio Erico, también conocido como La Visera, es un estadio de fútbol de Paraguay que se encuentra ubicado en el Barrio Obrero de la ciudad de Asunción. En dicho escenario, que cuenta con capacidad para 7.500 personas, actúa de anfitrión el equipo de fútbol del Club Nacional de la Primera División de Paraguay.

## Origen del nombre
Debe su nombre al célebre Arsenio Erico, considerado el mejor futbolista paraguayo de todos los tiempos, quien surgió de Nacional para más tarde brillar en el Independiente de Argentina, convirtiéndose en el máximo goleador en la historia de la Primera División de ese país.

## Historia
Entre los años 2012 y 2014 el estadio sufrió varias refacciones, la ampliación del sector de preferencias, con butacas para 4000 espectadores, la refacción del sector norte y este, el sistema lumínico. Con estos trabajos la capacidad de 4434 espectadores fue ampliado a 7000 espectadores.     
El 28 de junio de 2013, en este escenario se disputó por primera vez un partido llevado a cabo en horario nocturno gracias a la inauguración de un sistema lumínico. Dicho encuentro enfrentó a los equipos de Nacional y Cerro Porteño, en el marco de la última fecha del torneo Apertura, certamen que lo ganó justamente el conjunto tricolor.
En agosto de 2022, el club inicio una nueva remodelación del estadio Arsenio Erico. Entre las mejoras se destaca la ampliación de la superficie de juego a 105 metros de largo y 68 metros de ancho. Además, de una renovación del césped. La obra de mayor complejidad fue el levantamiento de una gradería en el sector sur con una capacidad de 1.300 butacas.A finales de 2023, la gradería norte, que limita con Club Atlántida, fue ampliada a una capacidad de 1.800 butacas.
En el año 2025, el estadio fue sede de la final de la Copa Libertadores Sub-20 2025, donde Flamengo se coronó campeón contra Palmeiras, tras vencer 3-2 en la tanda de penales.